# Música a todo volumen

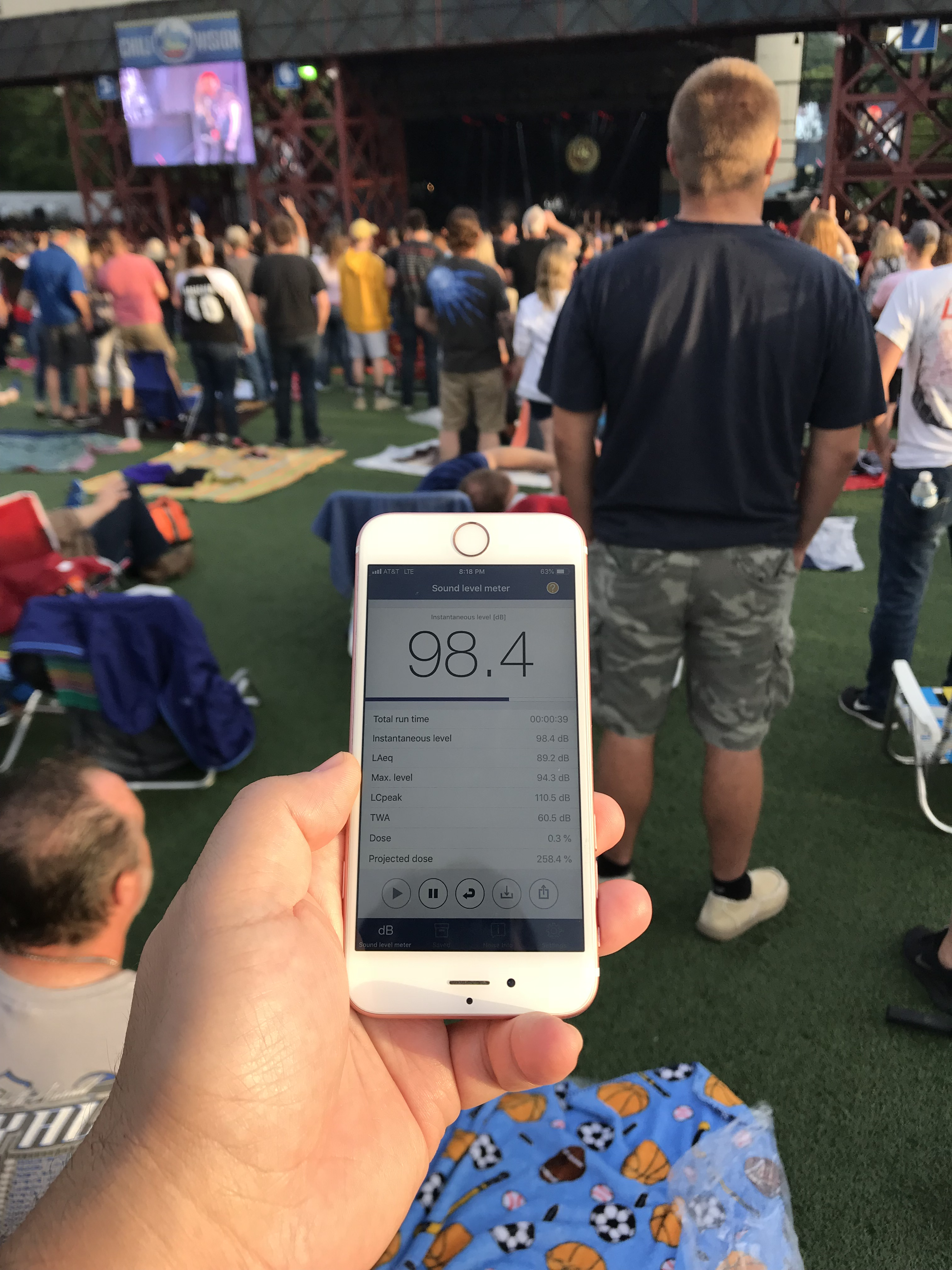
La música que se reproduce a un volumen extremadamente alto puede ser molesta para los demás, es considerada por muchos como irrespetuosa y algunas veces puede ser ilegal.

La música alta es música que se reproduce a un volumen alto, a menudo hasta el punto en que molesta a otros y/o causa daño auditivo. Puede incluir música que se canta en vivo con una o más voces, se reproduce con instrumentos o se transmite con medios electrónicos, como radio, CD o reproductores de MP3.
Muchas personas y sociedades consideran grosero reproducir música fuerte que se puede escuchar desde fuera de la propiedad desde donde se está reproduciendo (como una casa, apartamento, habitación de hotel o vehículo de motor). Entre los que se oponen a la práctica, puede resultar en la pérdida de respeto y posibles acciones legales. Pero en ciertos entornos contenidos, como clubes o conciertos, la música a menudo se reproduce muy fuerte, pero se considera aceptable.
Se considera como contaminación sónica reproducir música fuerte en lugares de residencia donde hay ancianos, niños pequeños y personas enfermas, pudiendo constituir un delito ambiental que se castiga con multa, trabajo comunitario o arresto (en caso de ser reiterado). De un modo particular si de por medio hay consumo de alcohol y/o drogas.

## Consecuencias

### Criminal
Muchas jurisdicciones tienen leyes que definen la música a todo volumen como un delito penal, generalmente un delito menor.  La definición exacta de lo que constituye una violación de música alta varía según la ubicación, ya sea a un cierto volumen (medido en decibelios ) o la distancia desde la fuente en la que se puede escuchar la música. La hora del día también suele ser un factor en la ley, con restricciones en algunos lugares que se aplican solo a las horas nocturnas especificadas (por ejemplo, 11 PM-7 AM). La cantidad de esfuerzo realizado por los miembros de la policía para tratar con música a alto volumen también varía según la ubicación.
El castigo más común para una condena es una multa o alguna otra sanción pequeña. Pero en raras ocasiones, la música a alto volumen puede ser motivo de encarcelamiento. En mayo de 2008, una mujer del Reino Unido fue sentenciada a 90 días de prisión por violar una orden judicial de no tocar música que molestara a sus vecinos once veces.
En ocasiones, la policía también descubrió otros delitos, como el uso de drogas ilegales, al investigar las denuncias de música alta.
Muchos servicios de transporte público tienen reglas contra el uso de dispositivos que producen sonido sin auriculares , o incluso con auriculares si la música puede ser escuchada por otros. Dado que las agencias de transporte público son frecuentemente operadas y / o subsidiadas por el gobierno, estas reglas pueden hacerse cumplir legalmente, y la violación puede resultar en un enjuiciamiento .
En 2014, el ingeniero de software Michael Dunn fue declarado culpable de asesinato en primer grado después de disparar fatalmente a Jordan Davis, de 17 años, en un altercado por la música a todo volumen que Davis estaba tocando.

### Civil
En muchos entornos, los propietarios no toleran la música alta y pueden ser motivo de ciertas acciones civiles, como el desalojo de una propiedad alquilada .
Los dueños de propiedades en lugares donde los clientes visitan temporalmente, como hoteles , campamentos o negocios, pueden ordenar a aquellos que escuchan música fuerte que abandonen la propiedad.

### Salud
La exposición continua a música a alto volumen puede provocar pérdida de audición . El Instituto Nacional de Seguridad y Salud Ocupacional ( NIOSH ) ha desarrollado un conjunto de recomendaciones destinadas a proteger la salud auditiva de los músicos y aquellos que trabajan en lugares de música y entretenimiento. Dependiendo de los niveles de sonido de la música y la duración de la exposición, así como de la protección auditiva utilizada, si existe, el riesgo de daño auditivo puede variar significativamente. La música que se reproduce a 85 decibelios, o nivel de sonido, durante períodos prolongados de tiempo puede causar daño auditivo, por ejemplo, los niveles de sonido en algunos conciertos de rock pueden alcanzar 110-120 decibelios ponderados en A, y en esos niveles, el límite máximo diario establecido según la mayoría de los estándares y regulaciones se puede alcanzar en menos de un minuto de exposición.
La exposición continua a la música a alto volumen también puede provocar tinnitus.
Se predice que la exposición a la música a alto volumen hará que hasta 50 millones de estadounidenses sufran pérdida de audición para 2050.

### Beber en exceso
Un estudio realizado por científicos franceses mostró que la música a alto volumen conduce a un mayor consumo de alcohol en menos tiempo. Durante tres sábados por la noche, los investigadores observaron a clientes de dos bares ubicados en una ciudad de tamaño mediano en el oeste de Francia . Entre los participantes había cuarenta hombres de entre 18 y 25 años, que no sabían que eran objeto de una investigación. El estudio presentó solo a quienes ordenaron un vaso de cerveza de barril (25 cl. U 8 oz.). El investigador principal, Nicolas Guéguen, dijo que cada año más de 70,000 personas en Francia mueren por un mayor nivel de consumo de alcohol, lo que también conduce a accidentes automovilísticos fatales.